# 里制
里制:11:152是源于中国先秦时代的行政制度。以里做为基层行政组织和居民编制单位:11，后演变成行政区单位。

## 起源
“里”一名最早追溯至西周金文。但当时的“里”指“国人”的居住区，由贵族担任里的长吏——“里君”。里君是国家政务的参考者。不同于后世里的吏员:11—12。
战国时期，各诸侯国形成领土国家，里成为普遍的基层行政组织。各诸侯国将本国民众以一定数量人口为一里，进行编制管理。各国每里户数不同:12。

## 秦汉
秦灭六国后，基本统一中国。以户籍管理全国人口。城乡居民皆隶于闾里之中。汉代沿袭。城市中，里做为基层居民区，并排设置障，相互分隔。里门沿路而开，由专人看守，里民提供看守人食物。若干个里构成一个邑，一个邑即是一座城:12—13。
秦汉时里的规模不详。当代研究者有说秦朝时设置里，“尤其是城邑中里，当以25家编户为近是”。有根据岳麓秦简《尉卒律》总结，秦朝时设置里，以30户为标准。西汉马王堆汉墓出土的《驻军图》中，标注了21个里，最多为108户，最少12户，平均每里41户:153。